# Brânză de capră

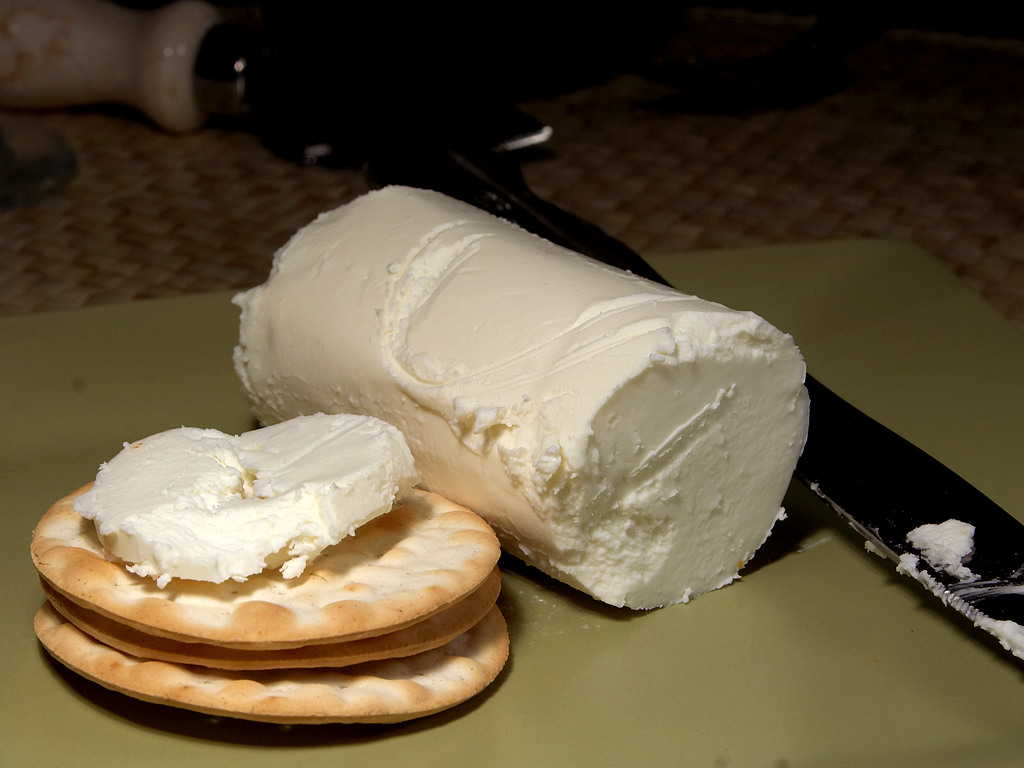
Brânză de capră

Brânza de capră este o varietate de brânză făcută din lapte de capră. Aceasta are culoarea albă.

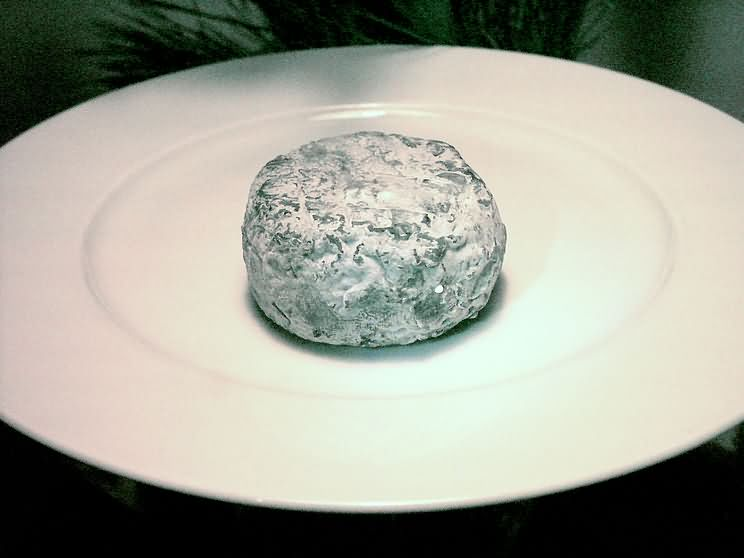
Cabri gatineau, Brânză de capră cu cenuşă şi mucegai alimentar - Franţa

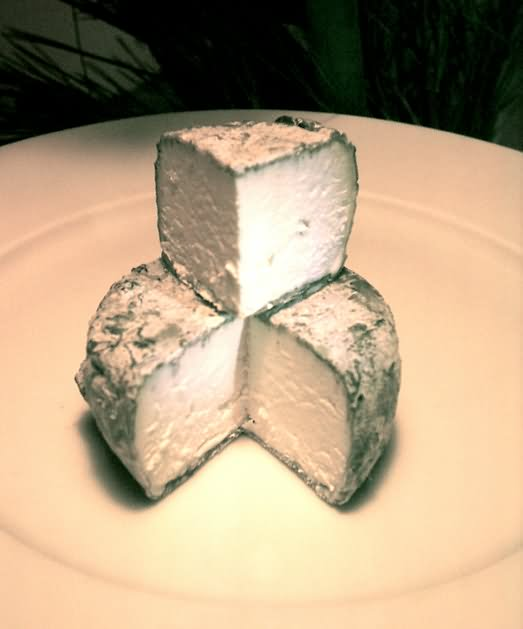
Cabri gatineau, 45 % Grăsime

## Exemple de brânze de capră după zona de proveniență

### Italia
În Italia se află, printre altele, caprino.

### Portugalia
În Portugalia există o varietate de brânză de capră denumită  cabreiro de Castelo Branco.

### Spania
În Spania se fabrică brânza de capră catalană mató, care este făcută dintr-un amestec de lapte de capră și lapte de vacă.

### Regatul Unit
În Anglia și în restul Regatului Unit putem găsi varietatea galeză de brânză de capră denumită pantysgawn.

### Suedia
În Suedia putem găsi varietatea popular-suedeză de brânză de capră, cunoscută sub denumirea de hvit caprin.

### Germania
În Germania se fabrică varietate de brânză de capră Altenburger ziegenkäse (ce înseamnă brânză de capră de Altenburg) sau abertam.